# Île aux Fouquets

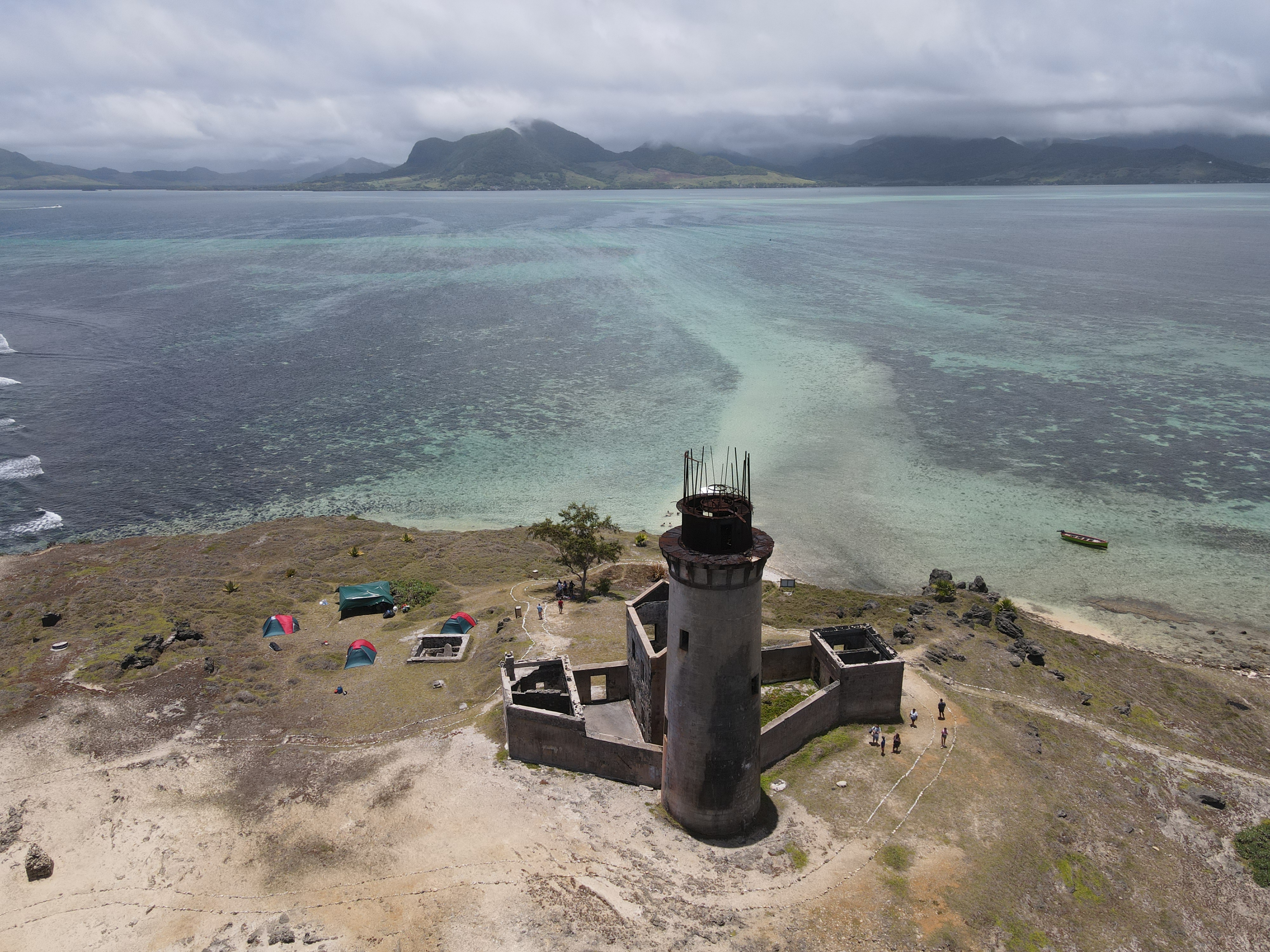
Île aux Fouquets, mit Leuchtturm

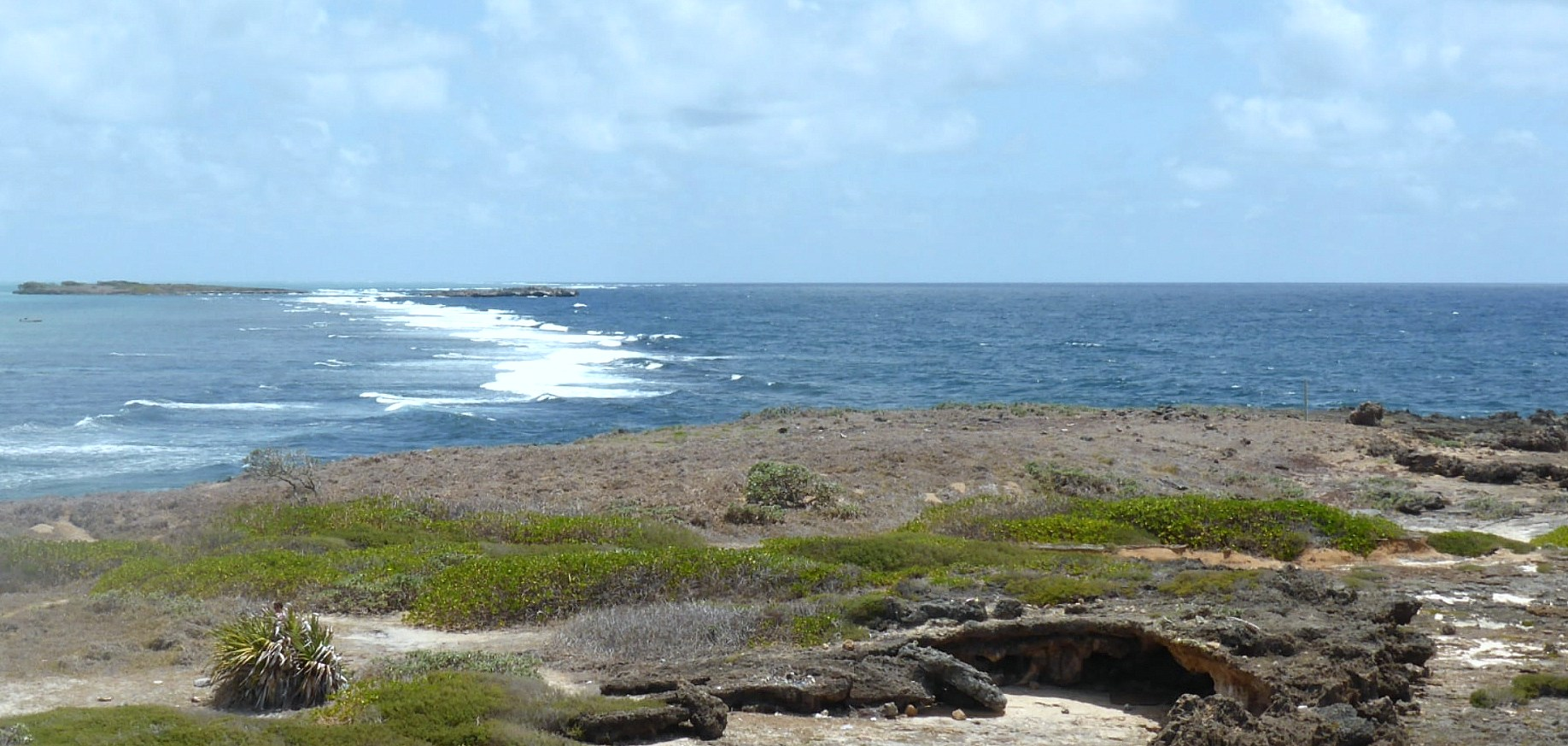
Blick nach Westen zur Île de la Passe

Die Île aux Fouquets (auch Île au Phare) ist eine der Küste vorgelagerte, heute unbewohnte Insel im Südosten von Mauritius.
Die Insel ist rein korallinen Ursprungs und hat seit dem 5. Juni 2004 den Status eines Inselnationalparks (Islet National Park). Sie liegt etwa fünf Kilometer vor der südöstlichen Küste in Nachbarschaft der Eilande Ilot Vacoas und Île de la Passe. Südlich der Inseln befindet sich die einzige Öffnung des Korallenriffs, durch die auch größere Schiffe passieren können. Die Größe der Île aux Fouquets wird offiziell mit 2,49 Hektar angegeben. Der Name der Insel geht nach Angaben des deutschen Zoologen Karl August Möbius auf eine Seeschwalbenart zurück, die dort in Höhlen brütete und von den Fischern fouquet genannt wurde.
Um 1694 lebten einige Jahre lang geflüchtete Hugenotten unter Leitung des Franzosen François Leguat auf der Île aux Fouquets. Sie hatten zuvor versucht, auf der 580 Kilometer östlich gelegenen Insel Rodrigues eine protestantische Republik namens Eden zu gründen. Sie brachen das Projekt auf der durchaus fruchtbaren Insel jedoch aus Einsamkeit ab und beschlossen, auf einer selbstgebauten Barkasse ohne Anker und Kompass nach Mauritius zu segeln. Dort glücklich angelangt, gerieten sie aus unbekannten Gründen in Konflikt mit dem holländischen Gouverneur, der sie auf die baumlose Île aux Fouquets verbannte. Erst Jahre später wurden die Männer von dort aus auf die Insel Java verbracht.
1810 fand unweit der Île aux Fouquets die Seeschlacht von Grand Port statt, die die Franzosen noch für sich entschieden. Gut fünfzig Jahre später errichteten die Briten, nachdem sie längst die Herrschaft über Mauritius erlangt hatten, einen Leuchtturm auf der Insel. Das Bauwerk aus dem Jahr 1864 ist heute eine Ruine, steht jedoch unter Denkmalschutz. Der Turm gewährt einen guten Ausblick auf die umliegenden Inseln, die Küste und den markanten Lion Mountain.